# Достукатись до небес (фільм)
«Достукатись до небес» (англ. Knockin' On Heaven's Door) — німецький художній фільм 1997 року. Назва походить від однойменної пісні Боба Ділана, яка звучить у фільмі у виконанні німецького гурту Selig.

## Сюжет
Двоє несхожих одне на одного молодих хлопців — Мартін Брест і Руді Вурліцер — зустрічаються в клініці з лікування ракових захворювань, де обоє дізнаються, що смертельно хворі й жити їм залишилося кілька днів. В палаті вони знаходять пляшку текіли, після дегустації якої розпочинають розмову про смерть, життя, та те, чого вони прагнули, але ще не встигли зробити. Так Мартін дізнається, що Руді ніколи не бачив моря, й говорить, що на Небесах тільки про те й розмовляють наскільки гарним є море та захід сонця. Мартін бажає будь-що здійснити мрію свого нового друга.

### Перебіг подій
Напившись, вони викрадають з підземної стоянки колекційний Мерседес, що належить босу гангстерів й перевозить значну суму готівки, заради своєї останньої мети: показати Руді море. Дорогою, вважаючи, що залишились без грошей, друзі грабують автозаправку й банк, після чого знаходять в багажнику автомашини мільйон марок готівкою.
Першою їх наздоганяє поліція, що розшукує друзів за серію пограбувань. Мартін імітує захоплення заручника, роль якого випадає Руді, і друзям вдається уникнути арешту, проте до переслідування підключаються й гангстери. Зрештою, друзі виявляються загнані в пастку посеред присілкової дороги, проте поліція й гангстери розпочинають стрілянину, скориставшись якою друзі утікають.
Мартін купує рожевий «Кадилак» тієї ж моделі, яку — як він бачив у дитинстві по телевізору — Елвіс Преслі подарував своїй матері. Його бажання полягає в тому, щоб зробити такий же подарунок своїй власній матері — шанувальниці Елвіса. Продавець автомобіля повідомляє в поліцію про те, що ці відомі злочинці (Мартін і Руді «засвітилися» в газетах і на телебаченні) купили у нього автомобіль для мами.
У будинку матері Мартіна Бреста їх вже чекала поліцейська засідка. Під час затримання з'ясовується, що Мартін теж не бачив моря. Потім у Мартіна нібито знову починається приступ, і його везуть не в поліцію, а до лікарні, і Руді зголошується їхати з ним. По дорозі з'ясовується, що Мартін удавав приступ, щоб звільнитися від поліції. Мартін та Руді викрадають машину «швидкої допомоги», щоб продовжити свій шлях до моря. Перетнувши кордон з Нідерландами, вони відвідують бордель «Справжнє кохання», де Руді повинен виконати ще одне своє бажання: секс з двома жінками одночасно. Цей бордель і належить гангстеру, що розшукує друзів, гроші й автомобіль з мільйоном в багажнику.
Гангстери приводять Руді й Мартіна до ватажка, який розпитує їх про гроші, що лежали в багажнику. Мартін пояснює, що всі гроші вже витрачено — розіслано людям, адреси яких обрано випадково з телефонного довідника. Це виводить з себе злочинного боса, і, розгніваний, він погрожує зброєю. Та саме в цей час заходить Куртіз (Рутгер Гауер) — бос мафії, для якого і призначались гроші з автомашини. Після короткої розмови та фрази «Тоді поспішайте, перш ніж вичерпається ваш час» Куртіз дозволяє друзям піти.

## У ролях
| Актор              | Роль                                |
| ------------------ | ----------------------------------- |
| Тіль Швайґер       | Мартін Брест                        |
| Ян Йозеф Ліферс    | Руді Вурліцер                       |
| Моріц Бляйбтрой    | Абдул                               |
| Т'еррі Ван Вервеке | Хенк                                |
| Хуб Стапель        | Френк                               |
| Рутгер Гауер       | Кьортіз                             |
| Мюриель Баумайстер | медсестра у машині швидкої допомоги |
| Джанін Кунце       | друга госпожа Пафф                  |
| Крістіана Пауль    | продавчиня                          |
| Зьонке Вортман     | режисер                             |